# Botsorhel
Botsorhel är en kommun i departementet Finistère i regionen Bretagne i västra Frankrike. Kommunen ligger i kantonen Plouigneau som tillhör arrondissementet Morlaix. År 2022 hade Botsorhel 428 invånare.

## Befolkningsutveckling
Antalet invånare i kommunen Botsorhel
Referens:INSEE